# Orgilus szelenyii
Orgilus szelenyii är en stekelart som beskrevs av Papp 1981. Orgilus szelenyii ingår i släktet Orgilus och familjen bracksteklar. Inga underarter finns listade i Catalogue of Life.